# Чамаме
Чамаме  је облик популарног културног изражавања у Аргентини. Чамаме уписан је 2020. године на Репрезентативну листу нематеријалног културног наслеђа човечанства.

## Историја
Чамаме се практикује углавном у провинцији Коријентес. Главне компоненте су плес у стилу блиског загрљаја где се учесници држе приљубљени прса у прса и прате музику без неке одређене кореографије. Остали елементи су забава, молитва и сапукаи, карактеристична фонација или крик праћен гестикулацијом и покретима за преношење емоција као што су радост, туга, бол и храброст. Инструменти који се користе су виолина и вихуела као оригинални. Данас се користе и гитара, хармоника, дворедна дијатонска хармоника, контрабас. Певање је изворно у богослужбеним песмама. Чамаме музика и плес су важан део националног и регионалног идентитета. На тај начин игра велику друштвену улогу као заједничко окупљање породице, верских прослава као и осталих свечаности.
Чамаме истиче родољубље, љубав према локалној фауни и флори, религиозности. То је хармонија између људског, природног и духовног царства.

### Језик
Текстови и поезија били су на гварани језику. То је регионални матерњи језик. Данас се усменом традицијом преноси на дијалекту јопара. То је комбинација шпанског језика и гваранија.

## Галерија
- Чамаме плес, 2007.